# Babeczki z Rodzynkiem
Babeczki z Rodzynkiem – polski kabaret powstały w 2004 roku w Zielonej Górze.
Kabaret powstał przy zielonogórskim klubie studenckim  "Gęba".

## Skład
W skład kabaretu wchodzą 3 "babeczki" i Rodzynek:
- Karolina Kuras
- Beata Małecka
- Dagmara Piątek
- Bartosz Klauziński

W 2012 Bartosz Klauziński znalazł się w składzie kabaretu K2.

## Nagrody i wyróżnienia
2009
- I nagroda i Nagroda Publiczności na Międzynarodowym Kabaretowym Festiwalu "Wrocek"[3].
- III nagroda na PaCe w Krakowie[1]

2008
- I nagroda i Nagroda Publiczności na Lidzbarskich Wieczorach Humoru i Satyry[1]
- I nagroda (ex aequo z kabaretem Dasza von Yock) w konkursie młodych twórców kabaretowych "Debiuty", na IX Festiwalu Dobrego Humoru w Gdańsku,

2007
- Wyróżnienie dla Karoliny Kuras za "osobowość sceniczną" na XXVIII Lidzbarskich Wieczorach Humoru i Satyry
- I miejsce i Nagroda Radia Złote Przeboje podczas eliminacji "Festiwalu Zostań Gwiazdą Kabaretu"
- Wyróżnienie na przeglądzie PaKA w Krakowie[4]: nagroda Jana Rokity oraz wiersz Artura Andrusa napisany na cześć kabaretu
- III nagroda - najmniejsze "Wielkie Koło Sołtysa", podczas Turnieju Kabaretów w Wąchocku.
- II nagroda IV Przeglądu Kabaretów Studenckich PKS, Warszawa

2006
- I miejsce, nagroda finansowa od Prezydenta Miasta Poznania, tort cukierni "Dobski Cafe", buty Bohdana Smolenia podczas IV Finału "Festiwalu Zostań Gwiazdą Kabaretu" 2005/2006[5]